# Franz Abt

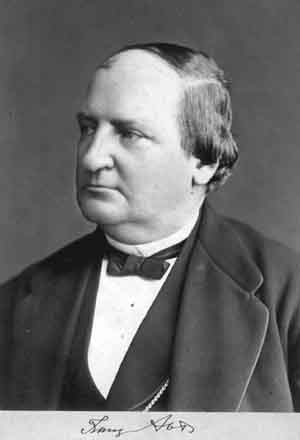
Franz Abt

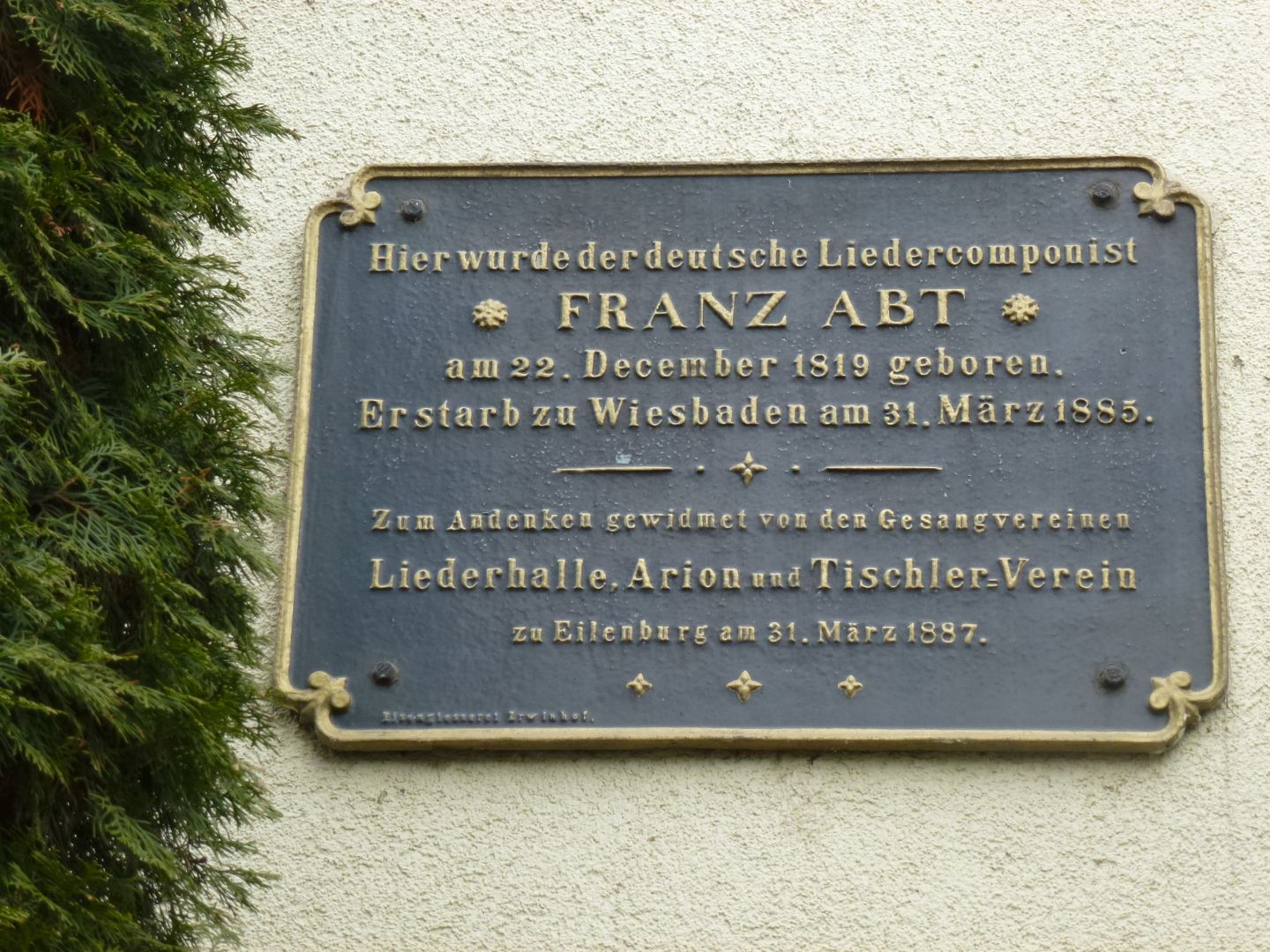
Tafel in Eilenburg

Franz Wilhelm Abt (* 22. Dezember 1819 in Eilenburg; † 31. März 1885 in Wiesbaden) war ein deutscher Komponist und Kapellmeister.

## Leben

### Familie, Jugend und Ausbildung – Zeit in Eilenburg und Leipzig – 1819 bis 1841
Franz Abts Vater war der in Eilenburg tätige Prediger Franz Gotthardt Abt (1752–1838), seine Mutter dessen Ehefrau Maria Rosina Hanitzsch. Seinen ersten Musikunterricht erhielt er durch seinen Vater, der ihn im Klavierspiel unterwies. Nach dem Abitur an der Thomasschule studierte er Theologie und Musik in Leipzig. Zeitgenossen waren dort unter anderem Robert Schumann und Felix Mendelssohn Bartholdy. Nach dem Tod seines Vaters 1838 widmete er sich der Musik, da er dabei seinen Lebensunterhalt verdienen konnte. So leitete er den studentischen Gesangsverein und den Leipziger philharmonischen Verein. In dieser Zeit verfertigte er seine ersten Kompositionen, unter anderem Opernpotpourries und leichte vierhändige Klavierstücke für Anfänger und gab Klavierunterricht.

### Zeit in Bernburg und Zürich – 1841 bis 1852
Ab 1841 war er als Kapellmeister am Hoftheater in Bernburg (Saale) tätig. Hier dirigierte er am 19. Februar 1841 seine erste Aufführung, die Oper Fra Diavolo. In der zweiten Jahreshälfte heiratete er Rosalie Neumann. Im Oktober 1841 wurde er als Musikdirektor am Aktientheater in Zürich angestellt. Im selben Jahr wurde er auch Dirigent der Abonnementskonzerte der Allgemeinen Musikgesellschaft (AMG) in Zürich. Er war auch als Chordirektor in Zürich tätig. 1844 gab er die Stellung am Theater auf und übernahm die Leitung mehrerer Chöre. Darunter waren der Züricher Studentengesangverein, die Harmonie Zürich, der Stadtsängerverein und der Cäcilienverein. Für diese Chöre komponierte er zahlreiche Chorwerke. Weitere Kompositionen dieser Zeit waren zwei- und dreistimmige Lieder, die er bei seinem Unterricht an diversen Mädchenpensionaten verwendete. Mit seinen Chören gab er Konzerte, in denen er auch größere Vokalwerke und Oratorien aufführte. 1845 übernahm er die musikalische Leitung der Abonnementskonzerte. Zu dieser Zeit war auch Richard Wagner dort Kapellmeister. 1848 wurde er Bundesdirigent des aus 24 Gesangvereinen bestehenden Zürichsee-Vereins. Im Herbst 1850 besuchte er nach neunjähriger Abwesenheit Leipzig. Nach seiner Rückkehr übernahm er im Dezember 1850 die Leitung der Zürcher Oper. Im Sommer 1852 reiste er ein weiteres Mal nach Leipzig und Braunschweig. Hier veranstaltete er im Mai ein Konzert mit der Braunschweiger Liedertafel, deren Ehrenmitglied er 1850 geworden war. Das der Liedertafel gewidmete Werk Ein Sängertag, ein Zyklus bestehend aus dreizehn Liedern, wurde aus diesem Anlass aufgeführt. Zu diesem Anlass lernte er auch den Braunschweiger Kapellmeister Georg Müller (1808–1855) kennen, der Abt für das Theater in Braunschweig gewinnen wollte. In Zürich, wo er lange Jahre im Mittelpunkt des Musiklebens stand, blieb er bis Oktober 1852. Obwohl man ihm das Ehrenbürgerrecht in Aussicht stellte und ihn in Zürich halten wollte, ging er nach Braunschweig.

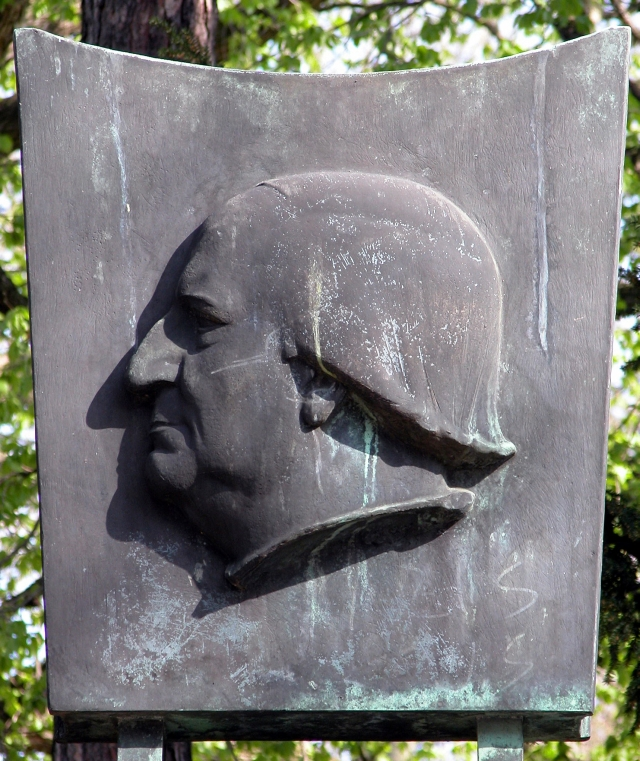
Franz-Abt-Denkmal in Braunschweig (1960)

### Zeit in Braunschweig – 1852 bis 1882
Am 12. Oktober 1852 traf er in Braunschweig ein und leitete in Vertretung Müllers, der sich mit seinem Streichquartett auf einer Konzertreise befand, am 21. Oktober seine erste Vorstellung. In dieser Zeit leitete er unter anderem die Opern Lucrezia Borgia und Die Hugenotten.
1853 folgte die Festanstellung als Zweiter Hofkapellmeister am Hoftheater Braunschweig. Im Mai 1855 erhielt er einen Ruf als Kapellmeister an die Wiener Hofoper. Doch Georg Müller verstarb zur gleichen Zeit und Abt wurde zum Ersten Kapellmeister befördert. Er wirkte bis zu seiner Pensionierung 1882 in Braunschweig. Auch in Braunschweig widmete er sich dem Chorwesen. So gründete er gleich nach seiner Ankunft eine „Singakademie“, die bald über einhundert Sänger umfasste. Von 1858 bis 1882 war er Dirigent des Braunschweiger Männergesangvereins.
Im Juni 1856 leitete er gemeinsam mit Henry Litolff und Julius Mühling (1810–1880) das Magdeburger Musikfest. Im Juni 1858 folgte Abt mit seinem Braunschweiger Männerchor einer Einladung zu einer Konzertreise nach England. Während dieser Fahrt gaben sie 12 Konzerte in London. Im Juli des Jahres besuchte er das Sängerfest in Zürich, bei welchem er eigene Kompositionen dirigierte. Beim Liederfest zu Bielefeld im Juli 1860 übte Abt die Funktion des Generalgesangmeisters aus. Auch auf anderen Festen des Bundes Norddeutscher Liedertafeln übernahm er diese Aufgabe.
1867 wurde das Schwalbenjubiläum gefeiert, den fünfundzwanzigsten Jahrestag seiner populären Komposition Wenn die Schwalben heimwärts zieh’n.
In seinen späteren Jahren erhielt Abt zahlreiche Einladungen aus dem Ausland. So führte ihn 1869 eine Konzertreise nach Riga, Sankt Petersburg und Moskau, nachdem er zuvor auch schon Paris besucht hatte. Im Frühjahr 1872 besuchte er mit dem Braunschweiger Männergesangverein bei einer zweieinhalbmonatigen Reise Nordamerika. Hier nahm er an großen Musikfesten teil und gab mit seinem Chor in vielen großen Städten der USA Konzerte. So konzertierte er in New York City, Philadelphia, Baltimore, Washington, D.C., Buffalo, Cincinnati, St. Louis und Louisville. In Boston wurde sein Schwalbenlied von einem Chor mit zwanzigtausend Sängern und Sängerinnen aufgeführt. Bei dieser Reise traf er auch US-Präsident Ulysses S. Grant.
Abt war Mitglied der Freimaurer, seiner Braunschweiger Loge Carl zur gekrönten Säule widmete er mehrere Kantaten.

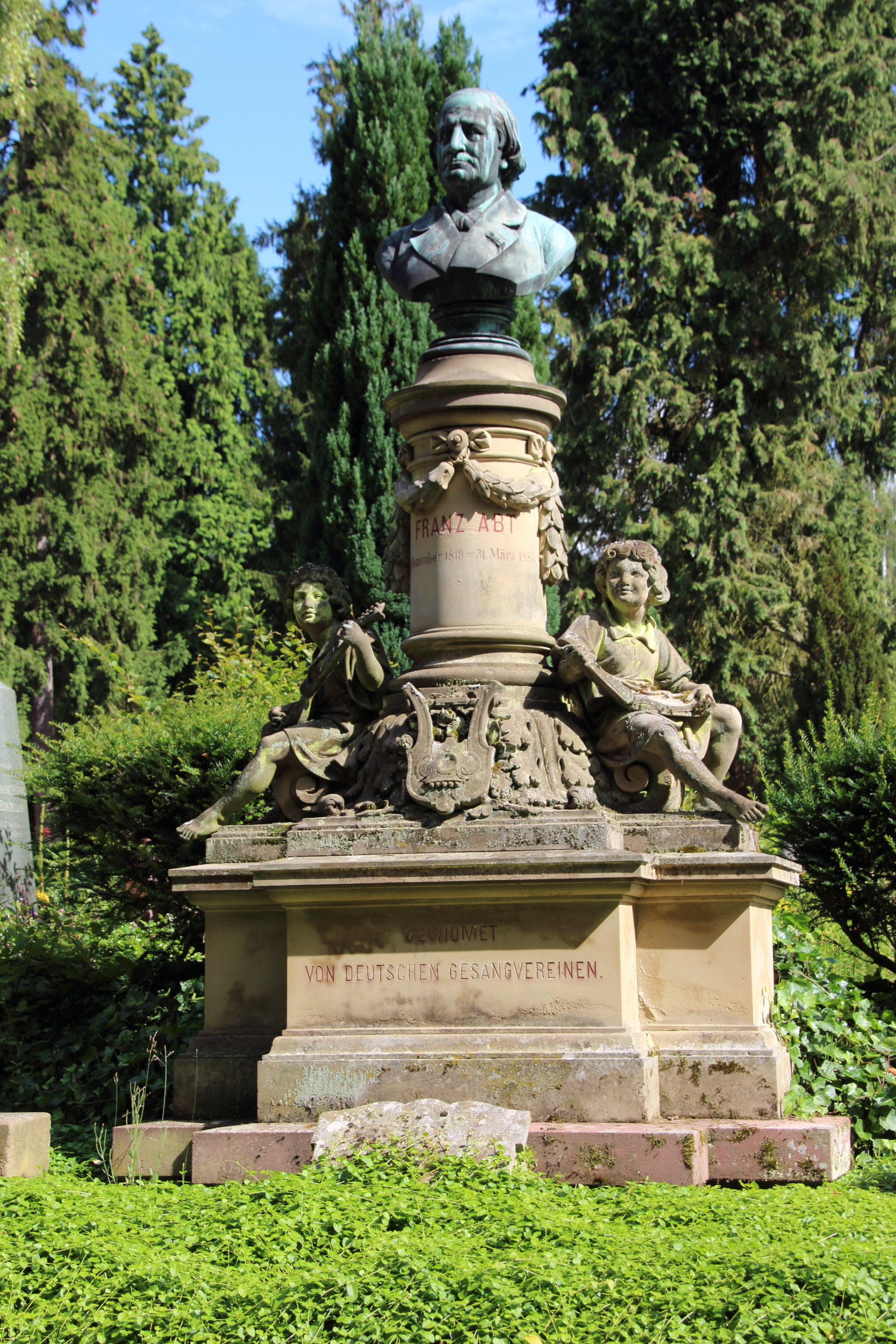
Grabmal von Franz Abt (1889) auf dem Nordfriedhof Wiesbaden

### Lebensabend in Wiesbaden – 1882 bis 1885
Mit Anfang Sechzig musste er sich 1882 wegen eines Herzleidens zur Ruhe setzen und nahm seinen Abschied als Herzoglich-Braunschweigischer Hofkapellmeister. Er nahm seinen Alterssitz in Wiesbaden, wo er in der Taunusstraße wohnte. Nach kurzer Krankheit starb Franz Abt hier am 31. März 1885.
Es wird berichtet, dass sämtliche Laternen in den Straßen, durch die der Trauerzug führte, angezündet und mit schwarzem Stoff bespannt waren. Es war eine der größten Beerdigungen in Wiesbaden. Seine letzte Ruhestätte fand er auf dem Nordfriedhof, wo die Stadt Wiesbaden und die deutschen Gesangvereine ihm ein Ehrengrabmal errichteten. Das Grabdenkmal trägt die Aufschrift „Gewidmet von deutschen Gesangvereinen“. Es handelt sich um eine kurze, gedrungene Säule mit einer Büste, die von dem Wiesbadener Bildhauer Hermann Schies geschaffen wurde.
Seine im neunzehnten Jahrhundert sehr populären Kompositionen hatten zu einem hohen Bekanntheitsgrad Abts geführt. So schrieb die Neue Freie Presse aus Wien am 1. April 1885 in ihrer Abendausgabe bei Bekanntgabe seines Todes, Abt wäre durch seine zahlreichen Lieder und Chöre überall dort, wo Deutsche wohnen, gekannt und geliebt gewesen. Gute Nacht, du mein herziges Kind wurde von der Wiener Allgemeinen Zeitung vom 2. April 1885 als sein bekanntestes Lied gesehen. „Da es so viel und oft gesungen worden wäre, hätte es sich zu einer musikalischen Landplage entwickelt.“
Sein Sohn, Alfred Abt (1855–1880), wurde auch Musiker und Theaterkapellmeister.

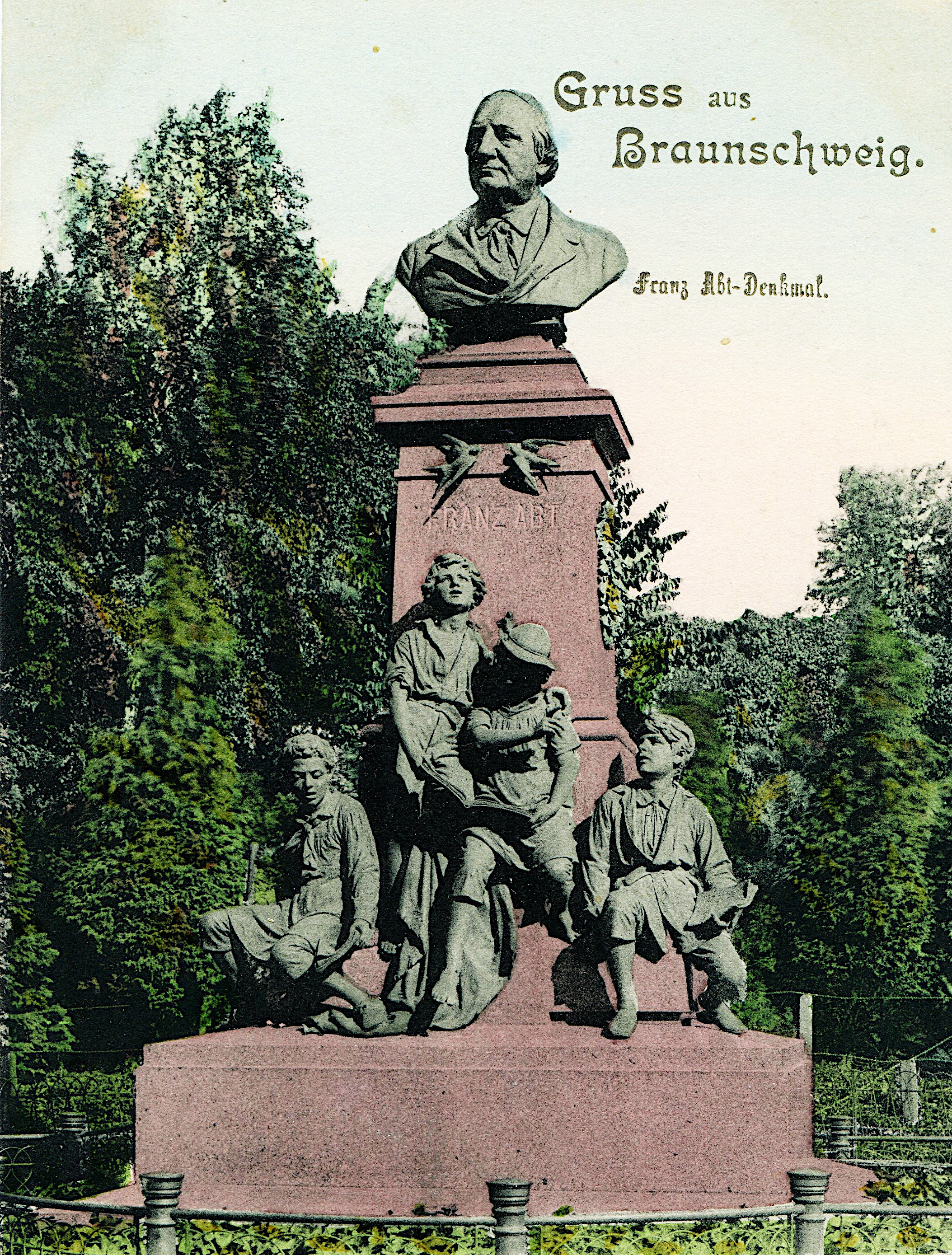
Franz-Abt-Denkmal von 1891

## Ehrungen
Franz Abt wurden mehrere Orden verliehen, so den Orden Heinrichs des Löwen, das Herzoglich-Sachsen-Coburgsche Verdienstkreuz für Kunst und Wissenschaft, die hannoversche Goldene Ehrenmedaille für Kunst und Wissenschaft und die großherzoglich hessische Goldene Verdienstmedaille für Wissenschaft, Kunst, Industrie und Landwirtschaft (Verleihung: 19. Dezember 1865).
Abt zu Ehren wurden in mehreren deutschen Städten Denkmäler errichtet. So befand sich gegenüber dem Staatstheater Braunschweig ein Denkmal (1891) von Karl Echtermeier. Dieses wurde mit Ausnahme der Porträtbüste im Zweiten Weltkrieg eingeschmolzen und 1960 von Karl Paul Egon Schiffers neu gestaltet. Die originale Büste befindet sich im Braunschweigischen Landesmuseum.
Für Abts Heimatstadt Eilenburg schuf Victor Seifert ein Denkmal (1913) für eine Grünanlage an der damals neugestalteten Südpromenade. Außerdem erinnert am Standort seines Geburtshauses eine Bronzetafel (1887) an ihn.
In Eilenburg, Wiesbaden, Braunschweig, Karlsruhe, Reutlingen, Rastatt, München, Chemnitz und Berlin erinnern Straßennamen an den Komponisten.
Franz Abt war Ehrenmitglied in über 250 Gesangvereinen. Dem Mannheimer Singverein widmete er Vier heitere Lieder für vielstimmigen Männergesang Op. 97.

## Werke (Auswahl)
Franz Abt war ein äußerst produktiver Komponist weltlicher wie auch geistlicher Werke. Er komponierte über 3000 musikalische Werke. Darunter befinden sich vor allem Lieder und Chor- und Klavierwerke. Auch im englischsprachigen Raum war er sehr populär und schrieb viele Lieder und Gesänge mit englischem Originaltext. Er schrieb alleine über 600 Werke für Männerchor.

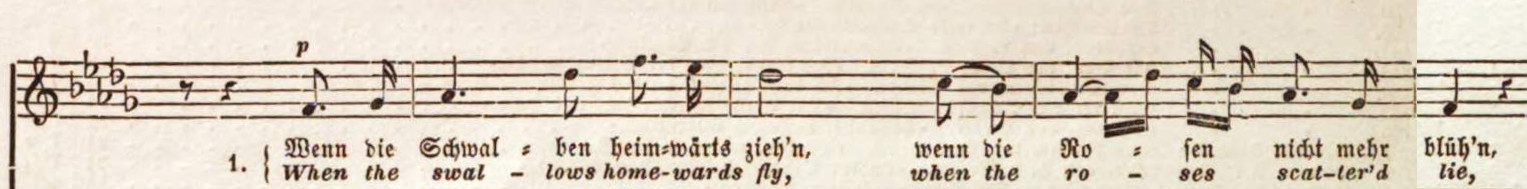
Incipit vom Franz Abts Lied Wenn die Schwalben heimwärts zieh’n op. 39 Nr. 1

### Lieder
- Abend ist’s geworden, Dunkel hüllt uns ein. (Text: Georg Christian Dieffenbach)
- Alldeutschland
- Am Bach bin ich ’gangen. (Text: Carl von Lemcke)
- Auf zum Himmel steigt die Lerche. (Text: Georg Christian Dieffenbach)
- Bist du mir nah. (Text: Thomas Moore)
- Das ist im Leben hässlich eingerichtet. (Text: Joseph Victor von Scheffel)
- Den Kiel umbrausen wild die Wogen. (Text: Carl Wilhelm Batz)
- Der Sommer ist vergangen. (Text: Georg Christian Dieffenbach)
- Du bist im Strahlenkleide. (Text: Eduard Kauffer)
- Du weißt ja wo. (Text: Peter Cornelius)
- Es blühet das Blümchen. (Text: Wilhelm Floto)
- Fahr wohl, mein Vaterland. (Text: Carl Wilhelm Batz)
- Gemäht sind die Felder, der Stoppelwind geht. (Text: Victor Blüthgen)
- Hänschen möcht ein Reiter sein. (Text: Georg Christian Dieffenbach)
- Hinaus in das Lustgeschmetter. (Text: Peter Cornelius)
- Ich kenne einen großen Garten. (Text: Georg Christian Dieffenbach)
- In den Augen liegt das Herz. (Text: Franz von Kobell)
- Kühl und stille ist die Nacht. (Text: Rudolf Bunge)
- Mein ewiges Lied bist du. (Text: Karl Heinrich Preller)
- Mit Jubel steigt die Lerche. (Text: Georg Christian Dieffenbach)
- Nun ist der laute Tag verhallt. (Ave Maria op. 533)
- O wär ich am Neckar, o wär ich am Rhein. (Text: Otto Roquette)
- O Schwarzwald, o Heimat. (Text: Ludwig Auerbach)
- Schlafe wohl im Tal von Schatten. (Text: Ida von Düringsfeld)
- Schon fängt es an zu dämmern. (Text: Emanuel Geibel)
- Sennenlied, op. 69, No. 1. (Text: Johann Jakob Sprüngli)
- Serenade. (Text: Rudolf Bunge)
- Sonne de Sonnen ich grüße dich. (Text: Karl Heinrich Preller)
- Tannengrün. (Text: Georg Christian Dieffenbach)
- Und willst du von mir scheiden. (Text: Wilhelm Hertz)
- Veilchen unter dürren Zweigen. (Text: Carl Preser)
- Vorbei vorbei die dunkle Nacht. (Text: Georg Christian Dieffenbach)
- Waldandacht. (Text: Leberecht Blücher Drewes, 1816–1870)
- Was du mir bist. (Text: B. Rudolph)
- Wenn ich ein Vöglein wär. (Text: Georg Christian Dieffenbach)
- Wie könnt’ ich dein vergessen. (Text: August Heinrich Hoffmann von Fallersleben)
- St.-Albans-Messe C-Dur, op. 66

### Singspiele
- Des Königs Scharfschütz. Libretto von H. Lindau. Komponiert 1873
- Reisebekanntschaften. 1 Akt. Libretto von Xaver Franz Seidl. Uraufführung: 1875 Offenbach
- Die Hauptprobe. Aufführungsdaten nicht bekannt
- Die sieben Raben. Märchenspiel 1 Akt. Libretto von Hermann Francke. Aufführungsdaten nicht bekannt
- Rübezahl. Märchenspiel 1 Akt. Libretto von Hermann Francke. Aufführungsdaten nicht bekannt

### Chorwerke
- Frühlingsfeier, Zyklus von zwölf Gesängen mit verbindender Deklamation, Text: Hermann Francke, 1861[32][33]
- Sängers Morgenfahrt für vierstimmigen Männerchor op. 147, 1856[34]

### Klavierwerke
- Bazar-Walzer op. 22. Erschienen 1840 bei Breitkopf & Härtel[35]

## Einspielungen (Auswahl)
- Ave Maria op. 533 Nr. 1. Hans Joachim Ribbe (Bariton), Ekkehard Wagner (Tenor), Männerchor des Rundfunkchores Leipzig, Leitung: Jörg-Peter Weigle. 1996 veröffentlicht beim Label Cappriccio auf den CDs Die Schönsten Männerchöre und Ave Maria (Die schönsten Marienvertonungen der Klassik)